# Samat Otarbajew
Samat Jestajewitsch Otarbajew (russisch Самат Естаевич Отарбаев; * 18. Februar 1990 in Schymkent, Kasachische SSR) ist ein kasachischer Fußballtorwart.

## Karriere

### Verein
Otarbajew begann seine Karriere bei Ordabassy Schymkent, wo er sein erstes Spiel in der Saison 2010 am 27. Oktober gegen den FK Qairat Almaty bestritt. Für Schymkent stand er in der Spielzeit noch ein weiteres Mal im Tor, bevor er im März 2011 an den Zweitligisten Kyran Schymkent ausgeliehen wurde. Zur Saison 2013 war er wieder im Profi-Kader von Schymkent, konnte sich aber nicht als Stammkeeper etablieren und kam so in dieser Spielzeit auf nur neun Einsätze. Auch in den beiden folgenden Jahren gelang es ihm nicht, bei seinem Verein einen Stammplatz zu bekommen; in der Saison 2015 kam er in der Profimannschaft auf keinen einzigen Einsatz.
Am 17. Februar 2016 wurde er bis zum Saisonende an den FK Aqtöbe ausgeliehen. Hier stand er zum ersten Mal am 13. März im Spiel gegen seinen Verein Ordabassy Schymkent im Tor; das Spiel endete mit einer 1:3-Niederlage. Hier kam Otarbajew als Stammtorwart zum Einsatz.

### Nationalmannschaft
Otarbajew absolvierte zwischen 2009 und 2011 sechs Spiele für die kasachische U-21-Nationalmannschaft. Sein Debüt für die kasachische Auswahl gab er am 14. Oktober 2009 bei der 1:3-Niederlage gegen Montenegro. Im Jahr 2011 folgten vier weitere Einsätze in der U-21-Auswahl.